# Eisingen (Bawaria)
Eisingen – miejscowość i gmina w Niemczech, w kraju związkowym Bawaria, w rejencji Dolna Frankonia, w regionie Würzburg, w powiecie Würzburg. Leży około 8 km na południowy zachód od Würzburga, przy autostradzie A3 i drodze B27.

## Demografia
| Rok  | Liczba mieszk. |
| ---- | -------------- |
| 1970 | 1496           |
| 1987 | 2492           |
| 2000 | 3561           |

## Współpraca
Miejscowość partnerska:
- Bernières-sur-Mer, Francja